# Víctor García Tur
Víctor García Tur (Barcelona, 1981) és un escriptor i dissenyador gràfic català. En el 2008 va guanyar el Premi Documenta atorgat per l'Editorial Empúries i la llibreria Documenta de Barcelona, amb Twistanschauung, una recopilació de tretze relats sobre les relacions de parella, l'amor, els punts vermells, etc. El 2017 va guanyar el Premi Just M. Casero, atorgat per la Llibreria 22 de Girona, amb la novel·la curta Els romanents. El 2018 va guanyar el Premi Mercè Rodoreda de contes i narracions amb el recull El país dels cecs i, el 2020, el Premi Sant Jordi de novel·la amb la novel·la L'aigua que vols.

## Obra narrativa
- Twistanschauung (2009, Empúries). Premi Documenta de narrativa 2008.
- Els ocells  (2016, Empúries). Premi Marian Vayreda de prosa narrativa 2015.
- Els romanents (2018, Empúries). Premi de novel·la curta Just Manuel Casero 2017.
- El país dels cecs (2019, Proa). Premi Mercè Rodoreda de contes i narracions 2018.
- L'aigua que vols (2021, Grup Enciclopèdia). Premi Sant Jordi de novel·la 2020.
- Els claustres (2025, Comanegra).

## Premis i reconeixements
- Premi Documenta, per Twistanschauung (2009)
- Premi Marian Vayreda, per Els ocells (2016)
- Premi Just M. Casero, per Els romanents (2017)[2]
- Premi Mercè Rodoreda de contes i narracions per El país dels cecs (2018)[3]
- Premi Sant Jordi de novel·la per L'aigua que vols (2020)[4]
- Premi Crítica Serra d'Or per L'aigua que vols (2022)[5]